# Christ König (Springe)

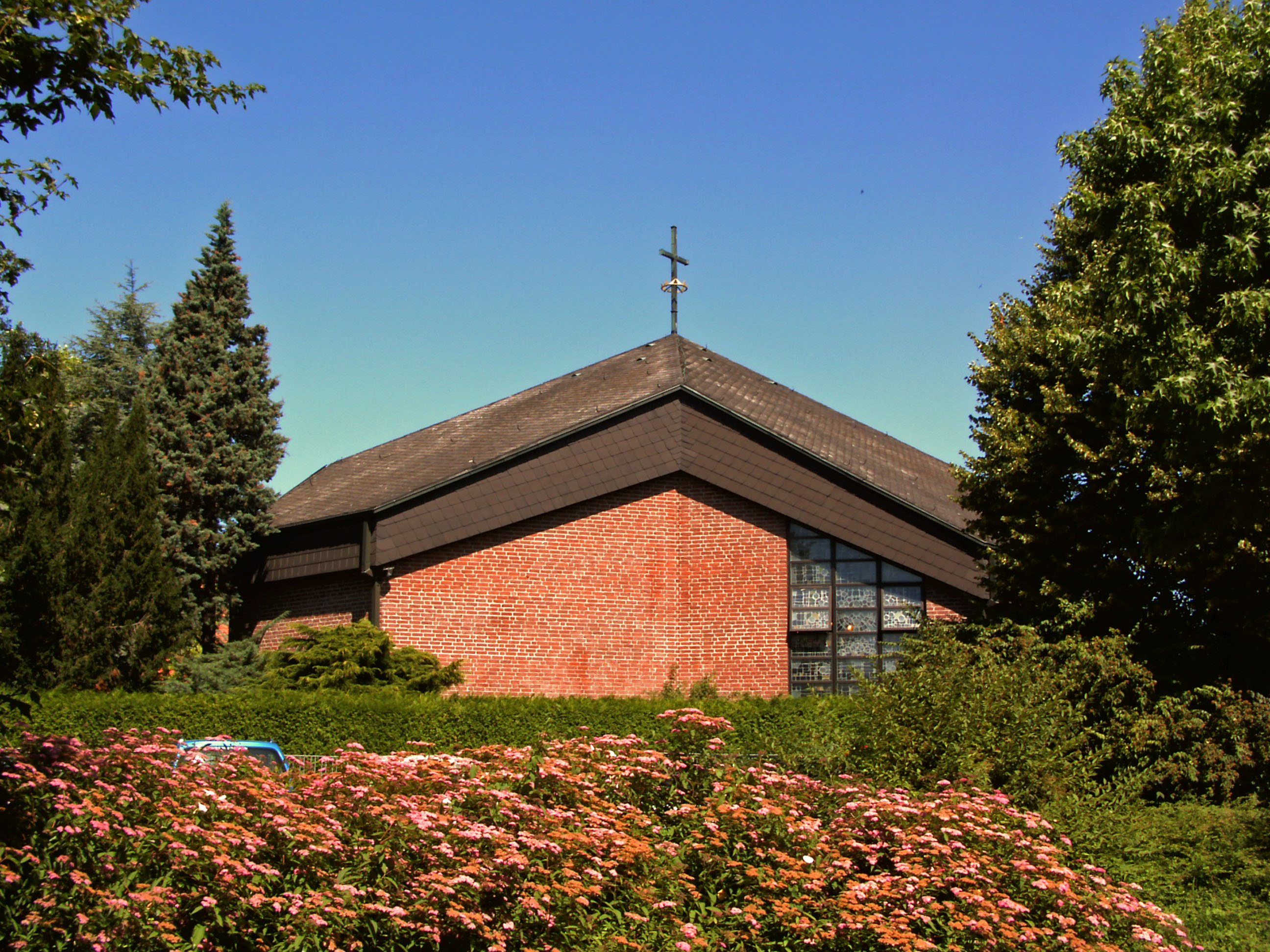
Christ König

Christ König ist die katholische Pfarrkirche in Springe, einer Stadt in der Region Hannover in Niedersachsen. Ihre gleichnamige Pfarrgemeinde gehört zum Dekanat Hannover des Bistums Hildesheim. Die Kirche trägt das Patrozinium Jesu als Christkönig (Rex Christus) und befindet sich am Erzbischof-Joseph-Godehard-Platz.

## Geschichte
Nach der Reformation war die 1896 eingerichtete Kapelle auf Schloss Hasperde die erste katholische Niederlassung zwischen Hannover und Hameln. Leopold Scharla (1869–1945), der Hauskaplan des Schlosses Hasperde, betreute von 1896 an auch die wenigen Katholiken in Springe. Sein Nachfolger, der von 1911 bis 1920 auf Schloss Hasperde tätige Joseph Godehard Machens, weihte später als Bischof von Hildesheim die Kirche in Springe.
Die erste Heilige Messe in Springe fand am 9. Februar 1910 im kleinen Saal des Bahnhofshotels durch die Missionsvikarie Hasperde statt. Die Volkszählung vom 1. Dezember 1910 zeigte, dass in Springe 81 Katholiken wohnten.

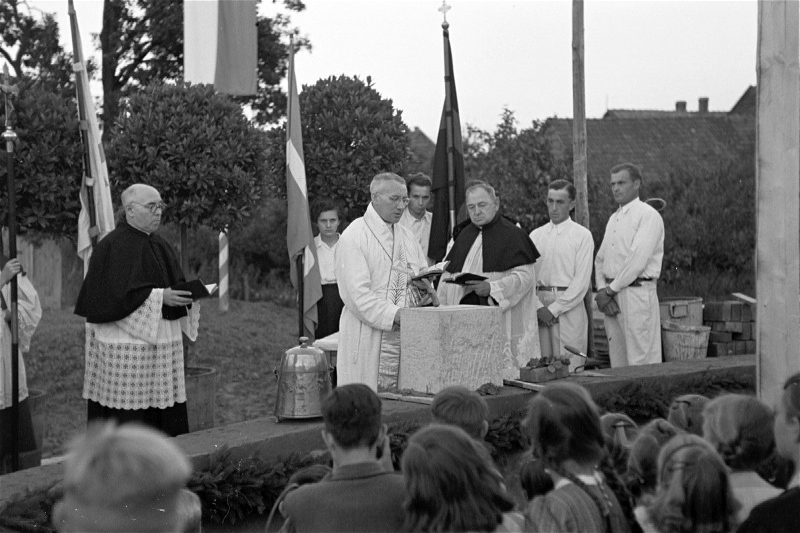
Grundsteinlegung der ersten Kirche

Infolge der Flucht und Vertreibung Deutscher aus Mittel- und Osteuropa 1945–1950 ließen sich auch in Springe Katholiken in größerer Zahl nieder. Bereits seit 1948 werden in Springe katholische Kirchenbücher geführt. 1950 wurde der Grundstein für die erste Kirche gelegt, die bereits das Patrozinium Christ-König trug. Am 3. Mai 1951 erfolgte ihre Konsekration durch Bischof Joseph Godehard Machens. Am 1. Juli 1956 wurde die Kuratiegemeinde Springe eingerichtet, bis dahin gehörte Springe noch zur Kuratiegemeinde Bad Münder, die aus der Missionsvikarie Hasperde hervorgegangen war. (Lage)
1980 wurde neben der ersten Kirche der Grundstein für die heutige Kirche gelegt, weil die Kirche durch das Wachstum der Gemeinde zu klein geworden war. Am 20. Dezember 1980 erfolgte ihre Konsekration durch Bischof Heinrich Maria Janssen.
Am 1. November 2006 kamen auch die Kirchen Maria von der Immerwährenden Hilfe in Bennigsen, Allerheiligen in Eldagsen und St. Hedwig in Völksen zur Pfarrgemeinde „Christ König“, ihre bisherigen Pfarrgemeinden „Maria von der Immerwährenden Hilfe“ und „Allerheiligen“ wurden in diesem Zusammenhang aufgehoben. Seit dem 1. Mai 2007 gehört die Pfarrgemeinde zum damals neu gegründeten Dekanat Hannover, zuvor gehörte sie zum Dekanat Hannover-Süd/West. Am 6. März 2014 wurde die ehemalige Kapelle, zuletzt Filialkirche, St. Hedwig profaniert.

## Architektur und Ausstattung

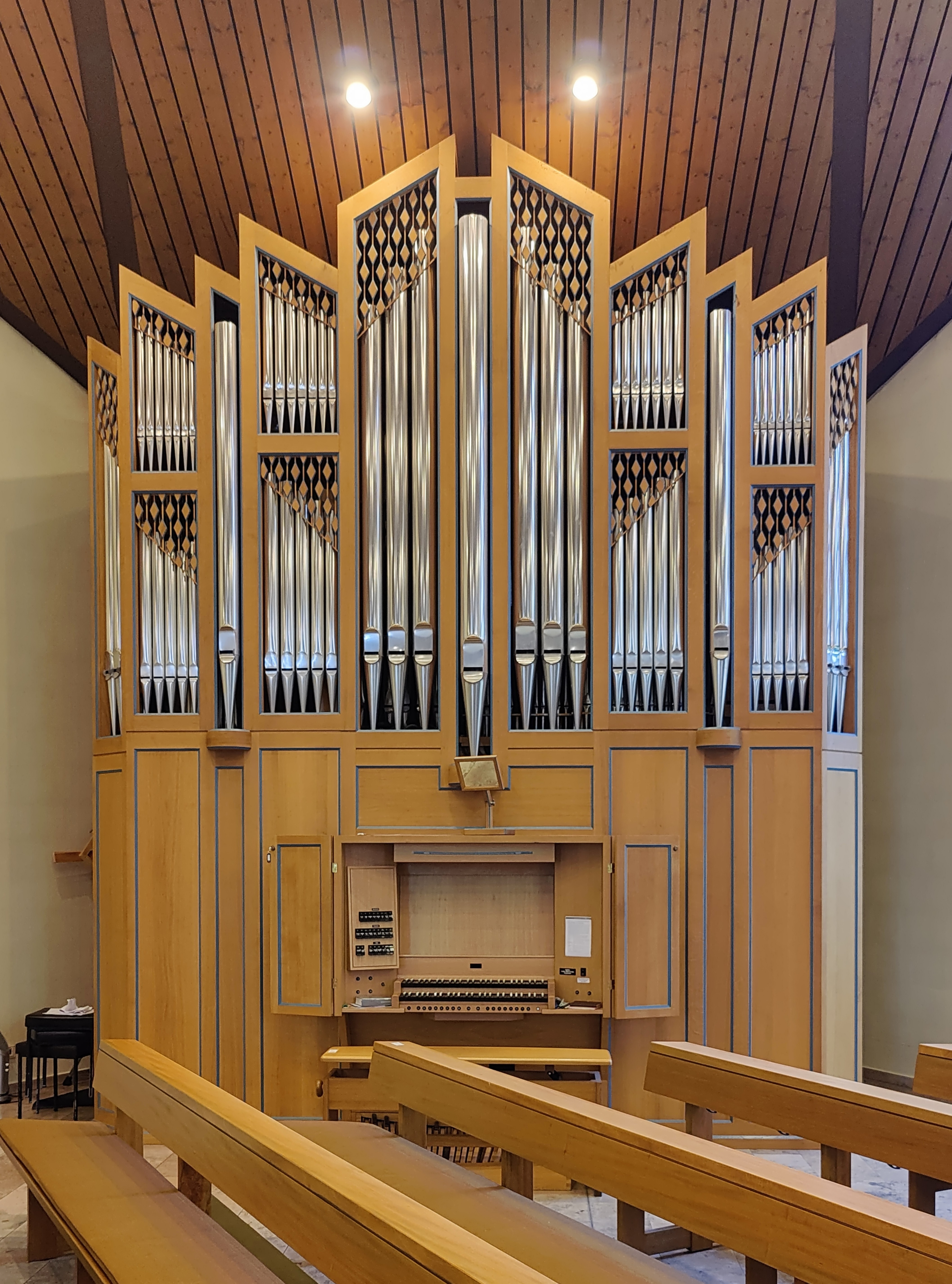
Orgel

Die Kirche wurde nach den Plänen des Architekten Werner Alder aus Springe erbaut, ausgeführt als turmloser Zentralbau. Die von Wilhelm Rengshausen aus Warstein gestalteten Bleiglasfenster zeigen Motive aus der Präfation vom Christkönigsfest. Die Innenausstattung, Bronze- und Steinobjekte, erfolgte durch Paul Brandenburg. Ihre Orgel wurde 2002 errichtet, sie war die erste vom Unternehmen Orgelbau Simon im Bistum Hildesheim erbaute Orgel. Das Werk hat 20 Register auf zwei Manualen und Pedal.